# Proteste in Belarus 2020–2021

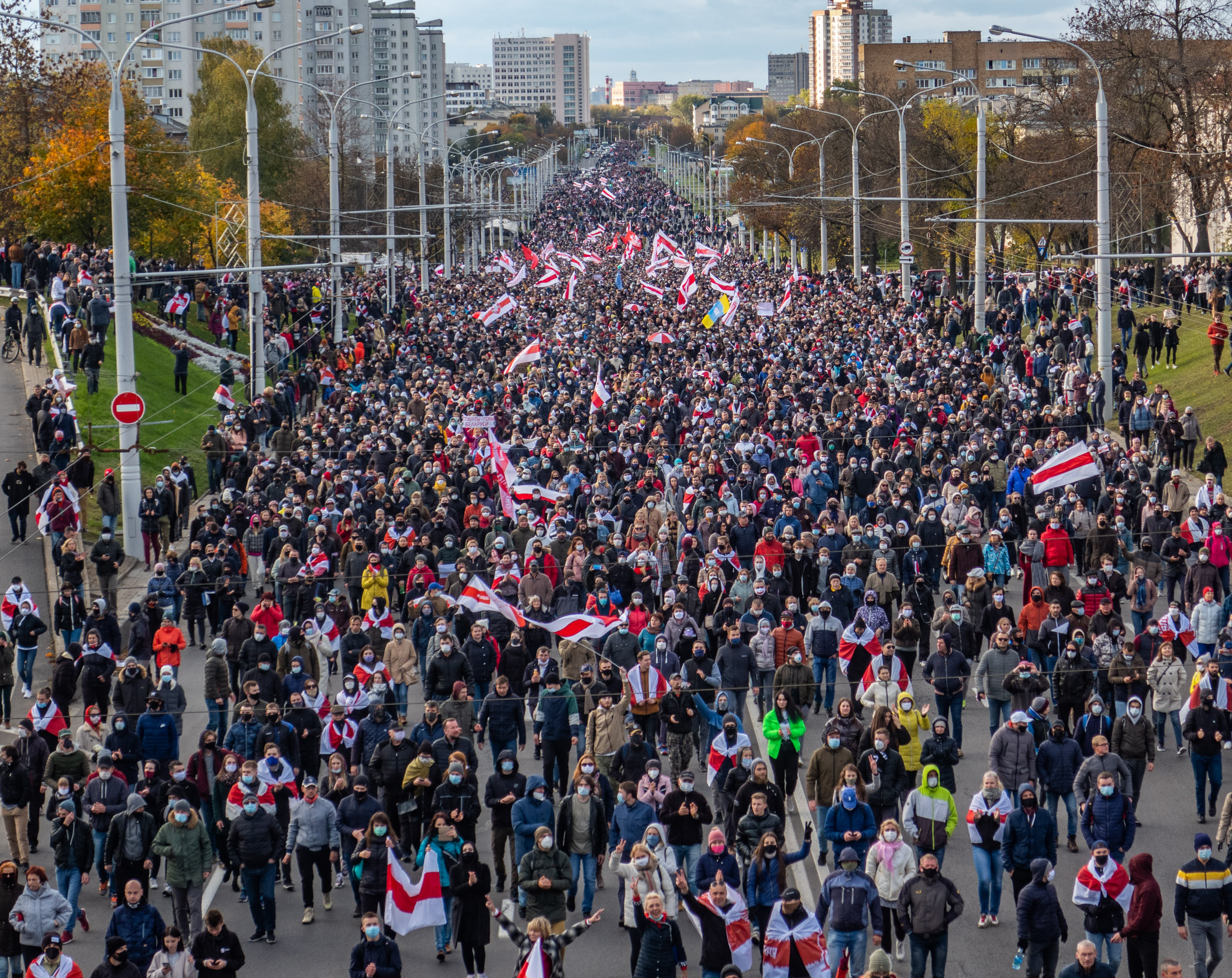
Proteste in Minsk am 18. Oktober 2020

Die Proteste in Belarus 2020–2021 waren die größten Massendemonstrationen seit Ausrufung der Republik Belarus im Jahr 1991. Die meisten Proteste richten sich gegen die Politik und Präsidentschaft von Aljaksandr Lukaschenka, der das Land seit 26 Jahren diktatorisch regiert; es kam aber auch zu staatlich organisierten Unterstützungskundgebungen für Lukaschenka. Die Demonstrierenden hatten insbesondere das Ziel, die Regentschaft Lukaschenkas zu beenden und Demokratie sowie grundlegende Menschenrechte in Belarus durchzusetzen, die durch die Regierung bedroht sind.
Anlass für die Proteste war insbesondere die Präsidentschaftswahl 2020, die am 9. August 2020 endete und die international weitgehend als Scheinwahl gilt, weil relevante Gegenkandidaten festgenommen wurden und Wahlmanipulationen nachgewiesen werden konnten.
Die Massenproteste in Belarus hatten schon vor der Wahl begonnen; nach der Wahl waren Demonstranten repressiven polizeilichen und behördlichen Maßnahmen ausgesetzt. Bei den täglichen Protesten wurden über 33.000 Menschen festgenommen, und über 250 verletzt (darunter auch Kinder). Es wurde von vielfachen Festnahmen, massiver Gewalt und Folterungen, insbesondere im Minsker Isolationszentrum Okrestino, berichtet. Das Büro des Hohen Kommissars der Vereinten Nationen für Menschenrechte sprach davon, dass man Berichte von über 450 dokumentierten Fällen von Folter und Misshandlungen seit dem Tag der Präsidentschaftswahl erhalten habe. Dazu zählten auch sexueller Missbrauch und Vergewaltigung. Mindestens acht Menschen verloren im Kontext der Proteste ihr Leben. Demonstranten wurden teilweise erschossen, verstarben aufgrund unterlassener medizinischer Hilfeleistung in Haft oder wurden zu Tode geprügelt. Die Polizei schoss teilweise mit scharfer Munition auf Demonstranten. Bis heute wurde kein einziges Strafverfahren gegen die Handlungen der Sicherheitskräfte eröffnet. Laut dem Hohen Kommissar der Vereinten Nationen für Menschenrechte wurden mehr als 450 Fälle von Misshandlungen an Häftlingen registriert. Ende 2020 dokumentierte das Menschenrechtszentrum Wjasna 1.000 Zeugenaussagen von ehemaligen Häftlingen zur Folter in belarussischen Gefängnissen.
Die belarussische Propaganda verbreitete, dass die Massenproteste vom Westen gesteuert seien, und beschönigte die repressive Vorgehensweise der staatlichen Stellen stark. Das Vorgehen des Regimes wurde international stark kritisiert. Seit dem 13. August traten landesweit hunderttausende Arbeiter, auch solche, die zuvor als regimetreu galten, in einen Generalstreik. Die aussichtsreichste Oppositionskandidatin Swjatlana Zichanouskaja wurde bereits im Vorfeld der Wahl massiv eingeschüchtert und sah sich nach der Wahl gezwungen, das Land zu verlassen.
Die Behörden gingen immer wieder gezielt und massiv gegen die Protestbewegung, deren Spitze sich mittlerweile auch in einem eigenen Rat, dem Koordinierungsrat für einen friedlichen Machtübergang organisiert hat, aber auch gegen die Berichterstattung durch Journalisten vor. So wurde die Akkreditierung zahlreicher Journalisten entzogen, was international als Angriff gegen die Pressefreiheit kritisiert wurde. Das Vorgehen der Behörden steht auch darüber hinaus weltweit in der Kritik.
Im August 2023 dokumentierte die Menschenrechtsorganisation Wjasna 1489 politische Gefangene in Belarus. Im Zuge der Proteste wurden ca. 1500 Organisationen in Belarus verboten.

## Hintergrund, Proteste vor der Wahl
Neben den repressiven Maßnahmen der Regierung und der Wahlfälschung gibt es zahlreiche weitere wirtschaftliche und politische Gründe für die Proteste. Hierzu gehören die wirtschaftliche Abhängigkeit von Russland, sinkende Ölpreise, eine eingeschränkte Subventionspolitik Russlands, die zur Verringerung der Staatseinnahmen führte, sowie ein Missmanagement in der Corona-Krise. So verharmloste Lukaschenka die COVID-19-Pandemie in Belarus seit ihrem Beginn.

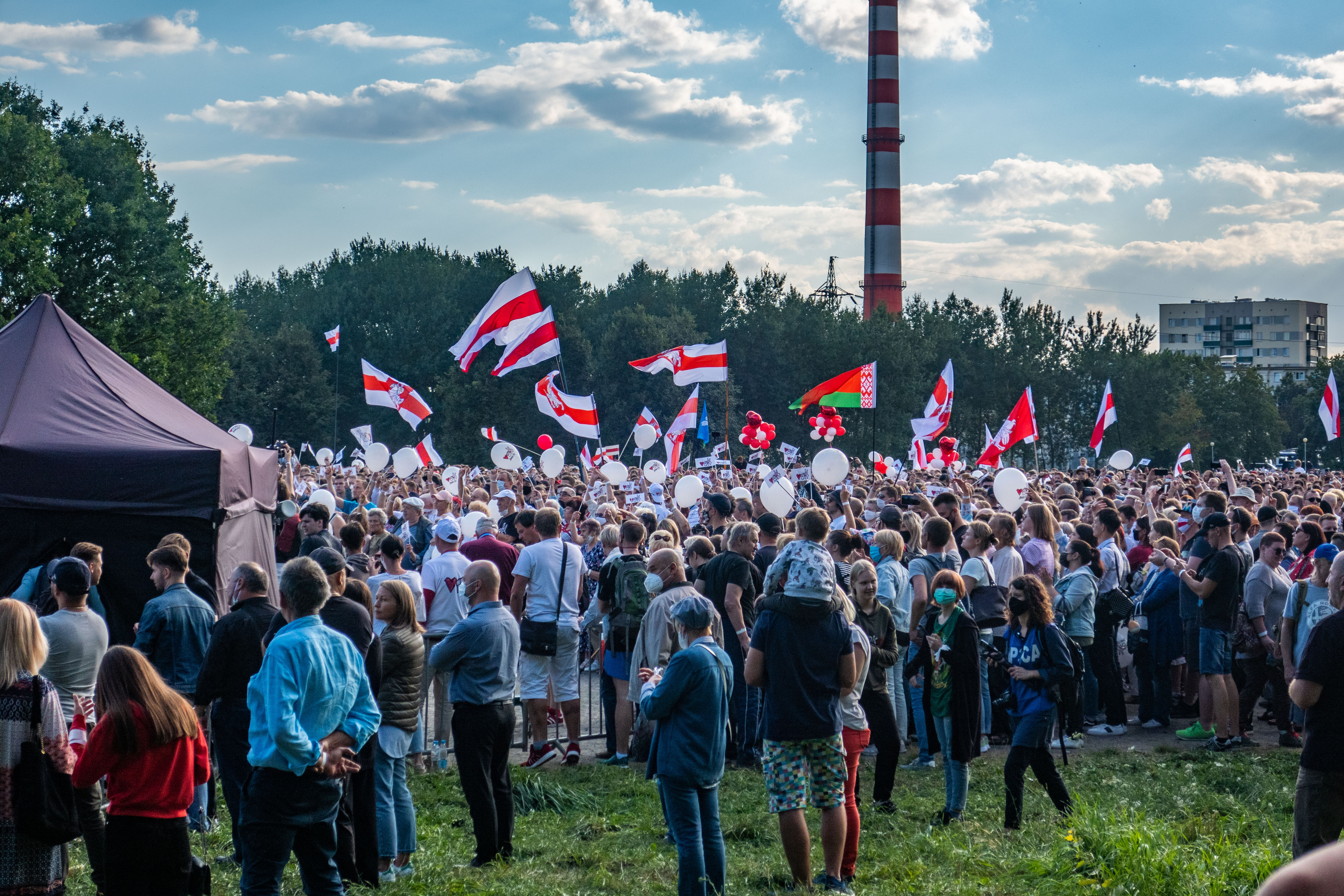
Wahlveranstaltung von Zichanouskaja am 30. Juli 2020

Bereits vor der Wahl kam es zu größeren Massenprotesten im Land. Die Behörden versuchten, die Demonstrationen und Kundgebungen der Opposition zu verbieten und gingen teils mit Gewalt gegen sie vor. Hunderte Teilnehmer wurden festgenommen. Die vier aussichtsreichsten Kandidaten, die gegen den Amtsinhaber Lukaschenka antreten wollten: Mikalaj Statkewitsch, Wiktar Babaryka, Waleryj Zapkala und Sjarhej Zichanouski, wurden nicht zur Wahl 2020 zugelassen und teilweise verhaftet, obwohl sie im Vorfeld hunderttausende Unterstützer-Unterschriften gesammelt hatten. Statkewitsch und Zichanouski wurden im Vorfeld verhaftet und konnten ihre Kandidatur deshalb nicht einreichen. Nach der Verhaftung Zichanouskis gab seine Frau Swjatlana Zichanouskaja bekannt, an seiner Stelle zur Wahl anzutreten. Sie sah sich von Beginn an massiven Repressionen ausgesetzt.
Bei einer von der Regierung organisierten Kundgebung am 6. August spielten die DJs Kiryl Halanau und Uladsislau Sakalouski unangekündigt das Lied Wir warten auf Veränderungen von Wiktor Zoi, das als inoffizielle Hymne der 1980er Freiheitsbewegung gilt. Die anwesende Menge begann mitzusingen, doch Sicherheitskräfte schritten ein, beendeten das Konzert und nahmen beide DJs fest. Sie wurden im Eilverfahren zu 10 Tagen Haft verurteilt.
In der Woche vor der Wahl wurde Maria Moros, die Wahlkampfleiterin von Zichanouskaja, vorübergehend festgenommen. Insgesamt waren sieben ihrer Mitarbeiter vor der Wahl festgenommen worden. Laut der belarussischen Menschenrechtsorganisation Wjasna seien im Rahmen des Wahlkampfes mehr als 1300 Personen festgenommen worden. Davon seien 25 politische Gefangene.
Die Berichterstattung zur Wahl wurde eingeschränkt: Mehr als 100 Vertreter internationaler Medien hatten keine Akkreditierung erhalten. Reporter ohne Grenzen zählte am Wochenende der Wahl mindestens 40 Journalisten, die festgenommen wurden. Laut Spiegel konnten Journalisten vor der Wahl teilweise nicht live per Videoübertragung berichten; auch Telefonverbindungen seien zusammengebrochen.
Am Wahltag, dem 9. August, meldeten oppositionelle Telegram-Kanäle, dass YouTube und andere Internetseiten kaum erreichbar seien. Auch verschlüsselte VPN-Verbindungen würden nicht funktionieren.
Die Wahllokale wurden bereits einige Tage vor dem Wahltag zur Stimmenabgabe benutzt. So wurden Studenten und Staatsbeamte aufgefordert, schon vor dem eigentlichen Wahltag abzustimmen. Laut Kritikern geschah dies, um eine Wahlfälschung vorzubereiten.
Die Opposition rief am Wahltag zu Protesten auf.
Unabhängige Wahlbeobachter stellten bereits am 4. August, dem ersten Tag des vorgezogenen Wahlzeitraums, über 2000 Verstöße gegen die Wahlgrundsätze fest: So wurden etwa Wähler am Betreten der Lokale gehindert, Urnen nicht versiegelt und Vorhänge an Wahlkabinen entfernt. Einige Wahlbeobachter wurden daraufhin festgenommen. Allgemein war die Beobachtung stark eingeschränkt; die OSZE reiste daher gar nicht erst an. Seit 1995 erkannte die OSZE keine Wahl in Belarus als frei und fair an. Ein geleaktes Video, das mutmaßlich das Training von Wahlhelfern zeigt, nennt sogar bereits die im Vorfeld festgelegten Endergebnisse der Wahl.
Auch aufgrund des Ausschlusses aussichtsreicher Gegenkandidaten hielten manche Kommentatoren die Wahl bereits vor dem Wahltag für „weder frei noch fair“.
Amtsinhaber Lukaschenka soll gemäß Nachwahlbefragungen 79 Prozent der Stimmen, die Gegenkandidatin Zichanouskaja 6,9 erhalten haben. Diese Zahlen gelten unabhängigen Beobachter und der Opposition als gefälscht und damit nicht aussagekräftig.
Alle vier Oppositionskandidaten legten Beschwerde gegen die Ergebnisse bei der Belarussischen Wahlkommission ein, welche abgewiesen wurden.

## Nach den Wahlen

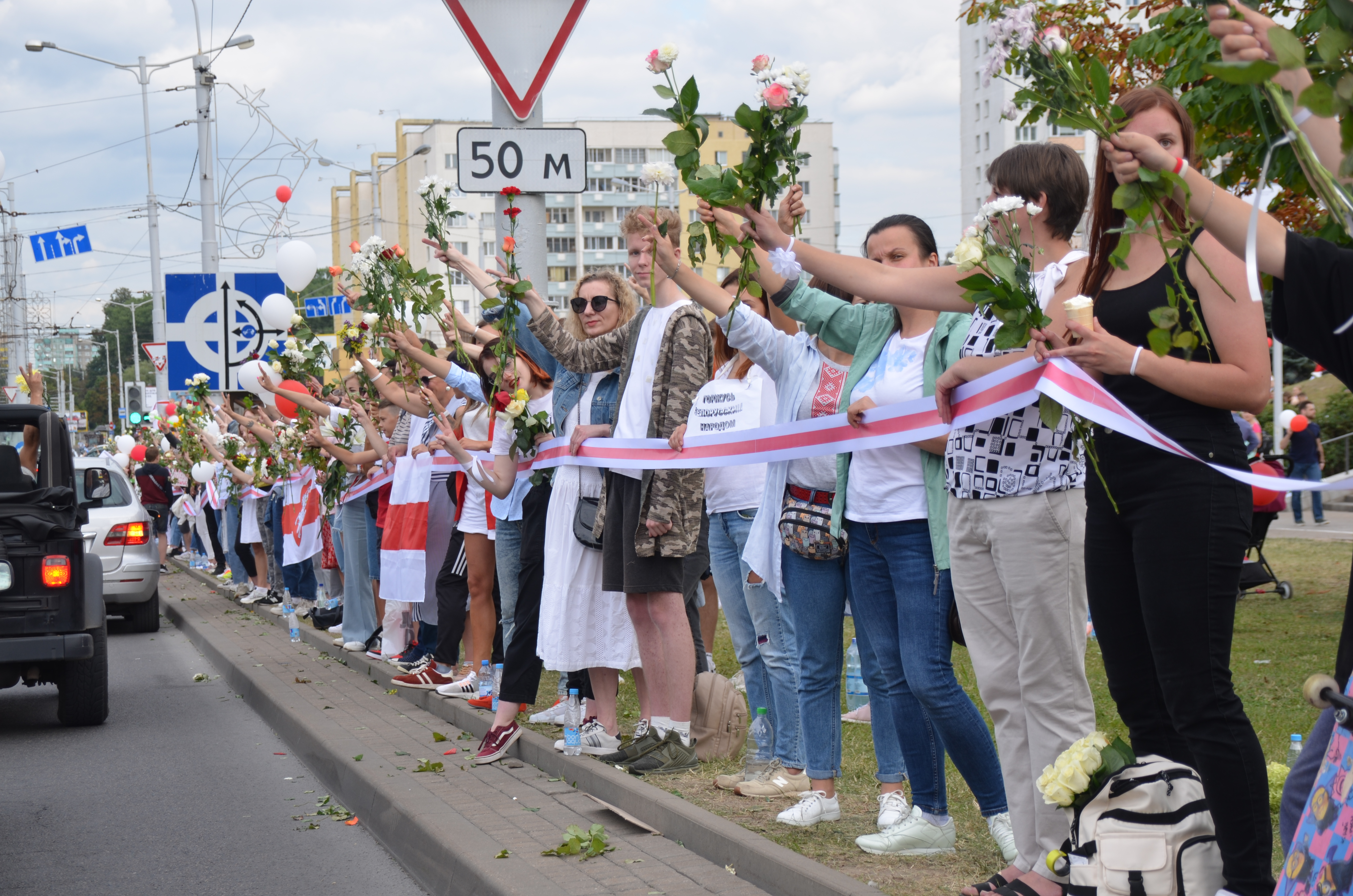
Menschenketten am Straßenrand zeigen am 14. August Blumensträuße; vorbeifahrende Autos hupen in Solidarität

Noch am Wahlabend wurden laut lokalen Medien Teile des Zentrums der Hauptstadt Minsk, darunter der Unabhängigkeitsplatz, abgesperrt. Außerdem seien Stationen der Metro Minsk geschlossen worden. Nach der Verkündung des vorläufigen amtlichen Ergebnisses, wonach Amtsinhaber Lukaschenka die Wahl mit Abstand gewonnen habe, kam es noch am Wahlabend in zahlreichen Städten in Belarus zu Massenprotesten gegen Wahlfälschung. In Minsk, wo rund 100.000 Menschen auf die Straße gingen, setzte die Polizei unter anderem Blendgranaten ein, mehrere Personen wurden festgenommen und verletzt. Es marschierten bewaffnete Soldaten auf; zahlreiche Webseiten, Messenger-Dienste und VPN-Server waren nicht mehr erreichbar, und Straßenlaternen wurden abgeschaltet. Allein in dieser Nacht wurden über 3000 Menschen verhaftet, davon rund 1000 in Minsk. Landesweit ereigneten sich Proteste in etwa 30 Städten.
Am Tag nach der Wahl wurde Amtsinhaber Lukaschenka durch die Wahlbehörde zum Sieger erklärt. Zichanouskaja hatte zuvor am Wahlabend angekündigt, das Wahlergebnis nicht anzuerkennen. Sie erklärte sich zur Wahlsiegerin und floh am 11. August nach Litauen. Zuvor war sie festgenommen und mutmaßlich zu einer Videobotschaft gezwungen worden.
Telegram-Kanäle wie Nexta haben maßgeblich zur Koordination der Proteste beigetragen. „Die Infos, wer wann wo hingehen soll, kamen aber von den Demonstranten selbst“, so der Gründer von Nexta.

### Erste Woche (9. bis 16. August)
Seit dem 9. August kam es wiederholt zu Protesten. In der Nacht zum 10. August zogen erneut tausende Menschen durch Minsk und andere Städte. Ein Demonstrant wurde dabei getötet; nach Angaben des Innenministeriums soll ein Sprengsatz in seiner Hand explodiert sein. Am 15. August wurde jedoch ein Video veröffentlicht, das zeigt, wie der Demonstrant sich mit erhobenen leeren Händen den Polizisten nähert und erschossen wird. Aufnahmen zeigen, wie Sicherheitskräfte auf mehrere friedliche Menschen einprügeln und dabei Blendgranaten und Gummigeschosse verwenden. Insgesamt wurden ca. 6700 Demonstranten von der Polizei festgenommen und teils unter menschenunwürdigen Umständen in überfüllten Gefängnissen festgehalten; auch von Folter wurde berichtet. 250 Menschen wurden bei den Protesten so schwer verletzt, dass sie in Krankenhäuser stationär aufgenommen wurden. Vereinzelt solidarisierten sich Sicherheitskräfte in den Tagen nach der Wahl mit den Protestierenden.
In der Nacht zum 12. August machten laut Angaben des Innenministeriums Polizisten vereinzelt Gebrauch von ihren Schusswaffen. Auf Videos ist zu sehen, wie vermummte Einsatzkräfte ohne Erkennungsmarke wahllos Menschen auf der Straße aufgreifen und mit Knüppeln auf sie einschlagen.
Am 12. August starb ein herzkranker 25-Jähriger nach einer Festnahme. Der Mann wurde nach Angaben seiner Mutter in Homel festgenommen als er auf dem Weg zu seiner Freundin war. An den Protesten habe er sich nicht beteiligt.

Am 13. August brach ein landesweiter Generalstreik in mehreren staatlichen Betrieben aus. Sie protestierten damit gegen die Wahlfälschung und forderten ein Ende der Gewalt sowie den Rücktritt Lukaschenkas. Im Verlaufe des Tages gingen noch mehr Menschen in Minsk und anderen Städten auf die Straße, als es bislang der Fall gewesen war.

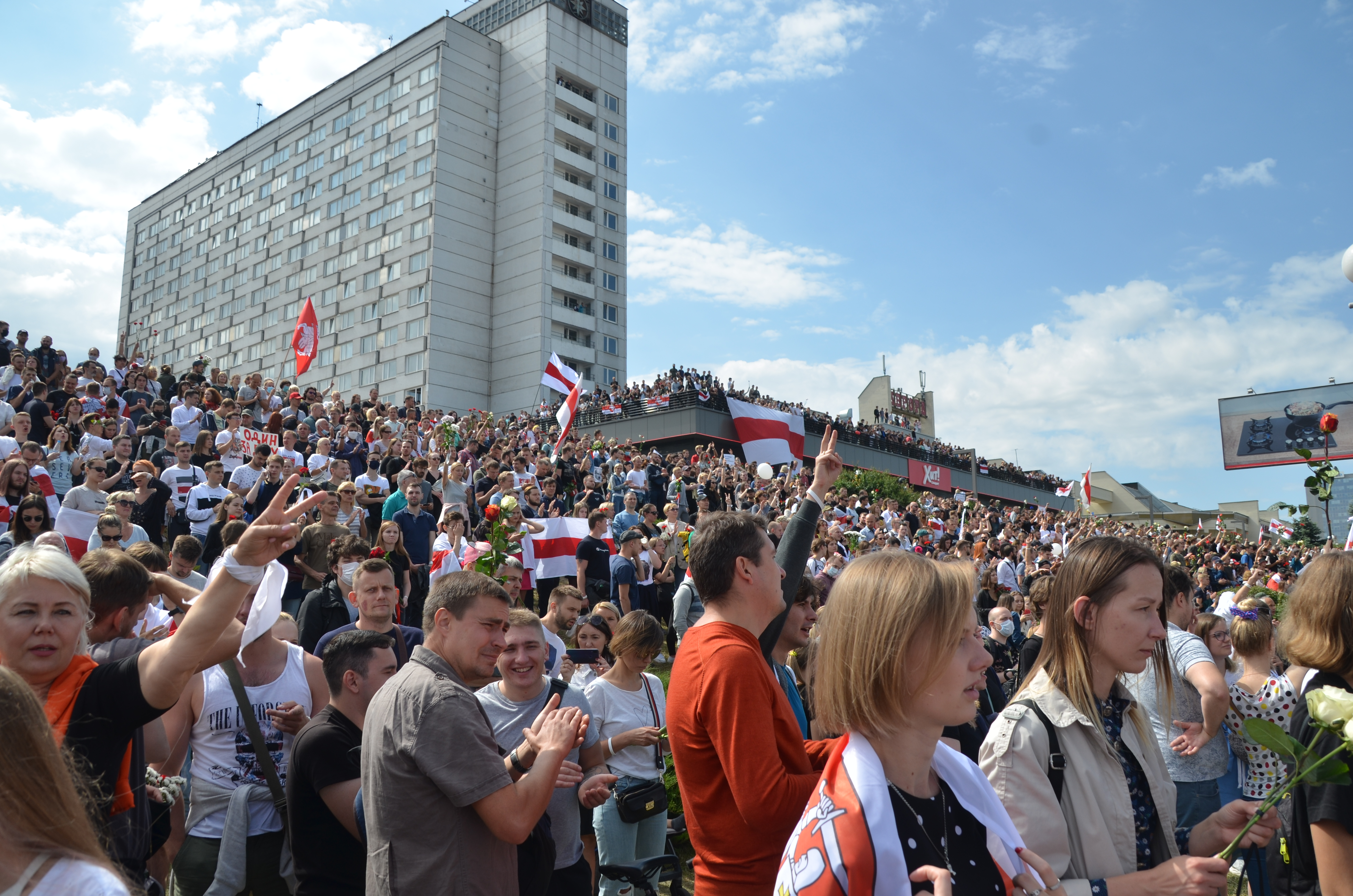
Gedenkfeier für den getöteten Demonstranten Aljaksandr Tarajkouski am 15. August

In der Nacht zum 14. August ließ die Regierung nach eigenen Angaben etwa 1000 Inhaftierte vorläufig frei, die in den Tagen zuvor willkürlich am Rande von Demonstrationen festgenommen worden waren; darunter waren laut Berichten auch zahlreiche Unbeteiligte. Viele der Entlassenen berichteten von Misshandlungen in den Gefängnissen und zeigten ihre dort zugefügten Wunden. Einige Insassen berichteten von Stromstößen und glühenden Zigaretten als Foltermethode. Bildaufnahmen belegen diese Behauptungen. Laut einem Zeugenbericht wurden alle Insassen geschlagen; darunter auch 13- bis 15-jährige Teenager. Freigelassene Frauen aus einem Gefängnis in Minsk berichteten von 36 Personen, die in eine für vier Menschen ausgelegte Zelle gezwängt und stetig mit Wasser begossen worden waren. Ihr Anrecht auf ein Treffen mit einem Anwalt sei ihnen dagegen mit der Begründung eines Infektionsrisikos aufgrund der COVID-19-Pandemie verwehrt worden. Außerdem hätten sich die Frauen dreimal ausziehen und dabei jeweils einer Durchsuchung unterziehen müssen.
Das belarussische Innenministerium bestritt die Misshandlungen von Gefangenen.
Am 16. August kam es zu Protesten, unter anderem in Babrujsk, Baranawitschy, Brest, Homel, Mahiljou, Pastawy, Slonim, Waukawysk, Wizebsk und der Hauptstadt Minsk. An einem dortigen Protestmarsch gegen Staatschef Lukaschenka beteiligten sich auch Journalisten des Staatsfernsehens, Forscher, Geschäftsleute und zwei ranghohe Diplomaten, schätzungsweise insgesamt etwa 200.000 Demonstranten. An einer Demonstration für Lukaschenka nahmen etwa 3000 Menschen teil; Berichten zufolge waren viele mit Bussen aus anderen Städten in die Hauptstadt gebracht worden; einige Staatsbedienstete berichteten, sie seien gezwungen worden, Lukaschenka die Treue zu schwören.

### 2. Woche (17. bis 23. August)
Am 17. August gab es erneut Proteste und Streiks gegen den Präsidenten. Das Staatsfernsehen Belarus 1 wurde ebenfalls bestreikt. Lukaschenka hielt eine Ansprache bei einem Werksbesuch, dort wurde er ausgebuht. Bei seinem Werksbesuch schloss er dabei Neuwahlen aus und erklärte: „Ihr müsst mich schon töten, wenn ihr neue Wahlen wollt“.
Lukaschenka, der sonst Neuwahlen immer abgelehnt hatte, schlug am 17. August erstmals eine Verfassungsänderung vor, die durch ein Referendum herbeigeführt werden solle, die auch Neuwahlen ermöglichen würde. Allerdings bekräftigte er auch den seiner Auffassung nach erreichten Sieg bei der Präsidentschaftswahl und lehnte Reformen aufgrund des Drucks der Straße ab.
Ebenfalls am 17. August trat Ministerpräsident Raman Haloutschanka zurück, wurde jedoch am 19. August wieder im Amt bestätigt.

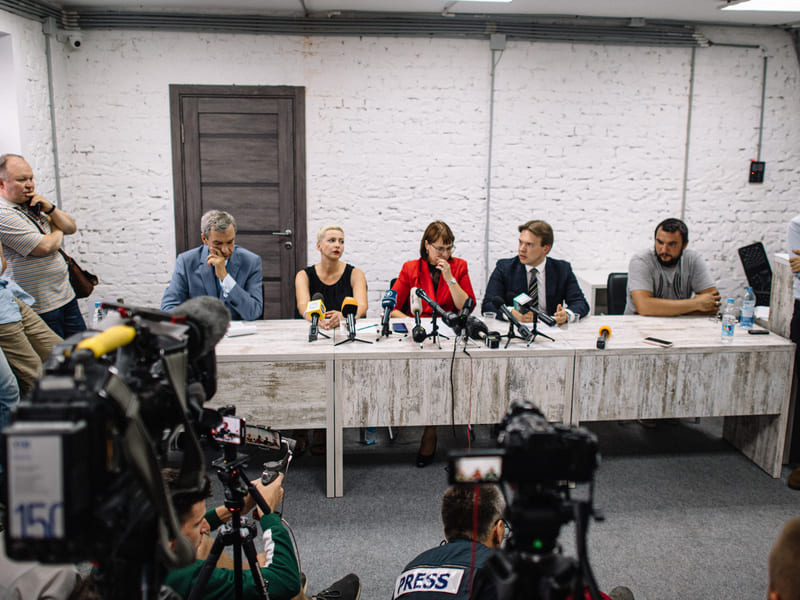
Erste Pressekonferenz des Koordinierungsrats am 18. August 2020

Am 18. August stellte sich mit dem Koordinierungsrat ein von der Opposition um Swjatlana Zichanouskaja initiiertes Gremium vor, das eine friedliche Machtübergabe vorbereiten soll. Der friedliche Machtwechsel sei, einer Stellvertreterin von Zichanouskaja zufolge, das einzige Ziel der Gruppe. Nach einer Freilassung von politischen Gefangenen wolle die Gruppe mit konkreten Verhandlungen über die Machtübergabe beginnen und sich anschließend auflösen. Das Gremium setzt sich aus Oppositionspolitikern, Vorsitzenden der Streikkomitees der belarussischen Betriebe und bekannten Intellektuellen, wie der Literaturnobelpreisträgerin Swetlana Alexijewitsch zusammen.
Ebenfalls am 18. August ließ Lukaschenka die belarussischen Streitkräfte an den Grenzen zu Polen, Ukraine und Litauen mit der Begründung ausländischer Einflussnahme in Gefechtsbereitschaft versetzen und Manöver abhalten.
Am 21. August bildeten Demonstranten eine etwa zehn Kilometer lange Menschenkette vor dem Gefängnis Okrestino, in welches zuvor viele der festgenommenen Demonstrierenden gebracht und brutal misshandelt worden waren; die Menschenkette erstreckte sich quer durch die die Hauptstadt Minsk bis zum Mahnmal für die Opfer des Stalinismus.
Am 22. August versetzte Lukaschenka das Militär nach Angaben der Staatsagentur Belta in die volle Gefechtsbereitschaft zur „Verteidigung der territorialen Integrität“ des Landes. Gleichzeitig beschuldigte er die NATO der Bewegungen von Streitkräften an den Landesgrenzen, was diese zurückwies.

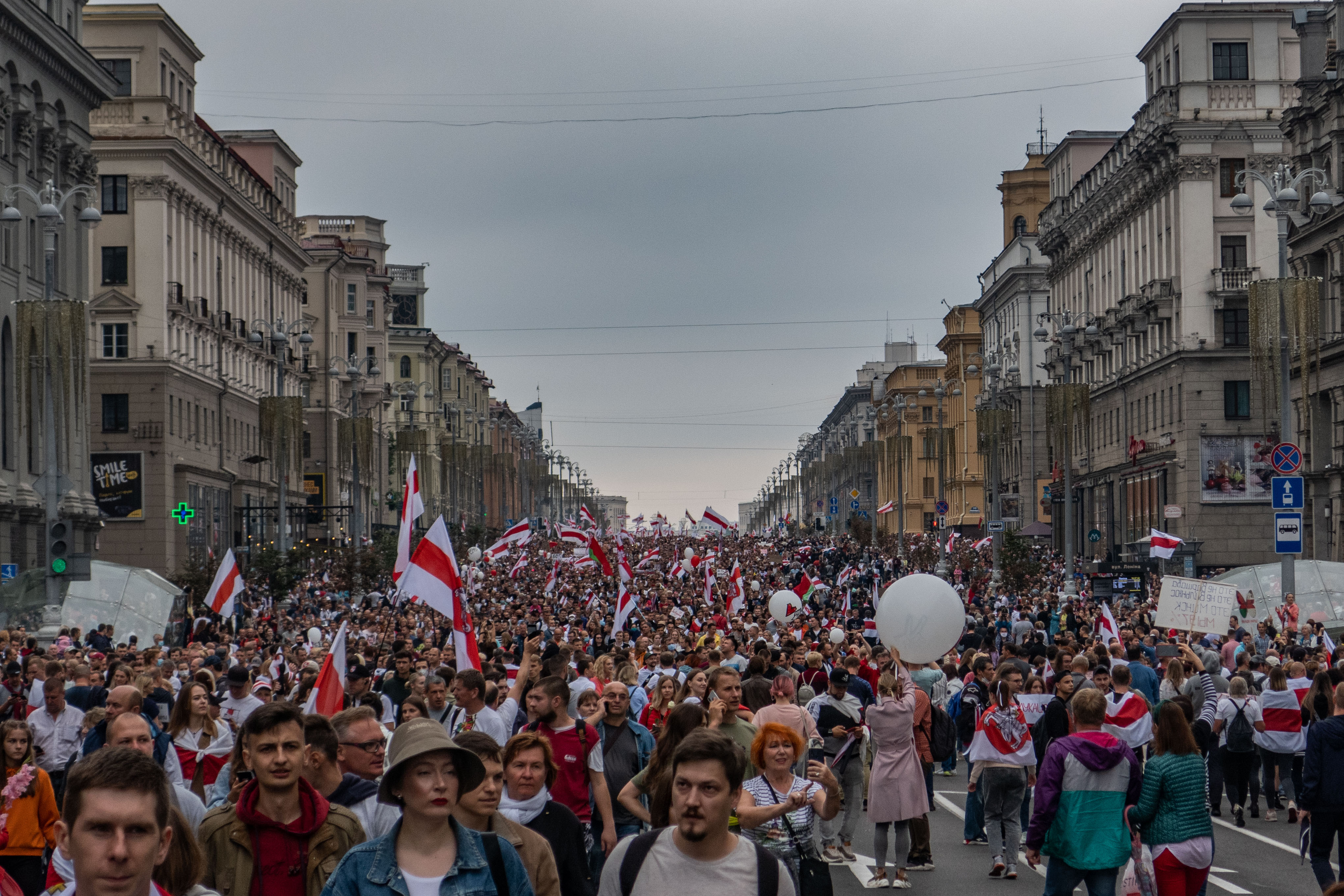
Proteste in Minsk am 23. August 2020

Die Demonstrierenden ließen sich nicht durch Warnungen des Innenministeriums von einer Teilnahme an der nicht genehmigten Kundgebung in Minsk und anderen Städten am 23. August abhalten. So wurden etwa in Minsk trotz der nun auch militärisch angespannten Lage weitere Massenproteste durchgeführt, Zehntausende demonstrierten auf dem Unabhängigkeitsplatz. Insgesamt beteiligten sich an den Protesten allein in Minsk über 200.000 Menschen. Als die Demonstranten am Palast der Unabhängigkeit, der Residenz von Präsident Lukaschenka vorbeimarschieren wollten, wurden sie von Polizeieinheiten blockiert. Staatsmedien zeigten daraufhin, wie Lukaschenka mit einem Helikopter die Stadt abflog und anschließend an die Residenz zurückkehrte, wo er mit einer schusssicheren Weste und einer Kalaschnikow ohne Magazin ausstieg. Zuvor sagte er, die Demonstrierenden würden „wegrennen, wie Ratten“. Begleitet wurde er dabei von seinem 16-jährigen Sohn Mikalaj, der im Kampfanzug und ebenfalls mit einem Gewehr erschien. Anschließend bedankte er sich bei den Sicherheitskräften, die angeblich einen Sturm auf die Residenz verhindert hätten.

### 3. Woche (24. bis 30. August)
Am 24. August rief die Opposition die Beschäftigten in Staatsbetrieben zu weiteren Streiks auf. Lukaschenka wies als Reaktion darauf den Gouverneur in der Woblasz Hrodna an, bestreikte Betriebe komplett zu schließen, drohte seinen Gegnern mit dem Verlust des Arbeitsplatzes und kündigte eine härtere Gangart gegen die Opposition an. Zwei führende Mitglieder des Koordinierungsrates, Wolha Kawalkowa und Sjarhej Dyleuski, wurden von der Sonderpolizei OMON festgenommen.
Am 26. August hielten die OMON-Polizeikräfte Protestierende, die ein Friedensgebet sprachen, in der katholischen Kirche des Heiligen Simon und der Heiligen Helena auf dem Unabhängigkeitsplatz 40 Minuten lang fest, indem sie die Ausgänge versperrten.
Bei Protesten am 27. August schritt die Sonderpolizei OMON erneut ein. So wurden mehr als 250 Menschen festgenommen, darunter rund 50 Journalisten.

### Entzug der Arbeitserlaubnis für Medien, Ausweisung ausländischer Journalisten
Am 29. August wurden vielen Journalisten von Medien aus der westlichen Welt die Arbeitserlaubnis bzw. Akkreditierung in Belarus entzogen. Ausländische Reporter, darunter auch solche mit russischer Staatsangehörigkeit, die für Reuters, Agence France-Presse, RFI, BBC, ARD oder Radio Liberty arbeiteten, wurden zudem des Landes verwiesen. Zuvor waren viele Journalisten über Nacht von der Polizei festgehalten worden. Auch der Belarussische Journalistenverband sprach von einem massiven Entzug von Akkreditierungen auch für Medienvertreter aus Belarus, die für ausländische Fernseh- oder Rundfunksender, Zeitungen oder Nachrichtenagenturen arbeiteten. Über den Entzug der Arbeitserlaubnis entschied eine Kommission für Informationssicherheit, der Vertreter des Verteidigungs- und des Innenministeriums sowie des belarussischen Geheimdienstes KGB angehören.
Zum Teil wurden Journalisten ausgewiesen und mit einer Einreisesperre von fünf Jahren belegt.
Viele Websites, die über die Proteste berichteten (naviny.by von BelaPAN, nn.by von Nascha Niwa und andere), wurden von den Behörden seit August 2020 in Belarus blockiert.

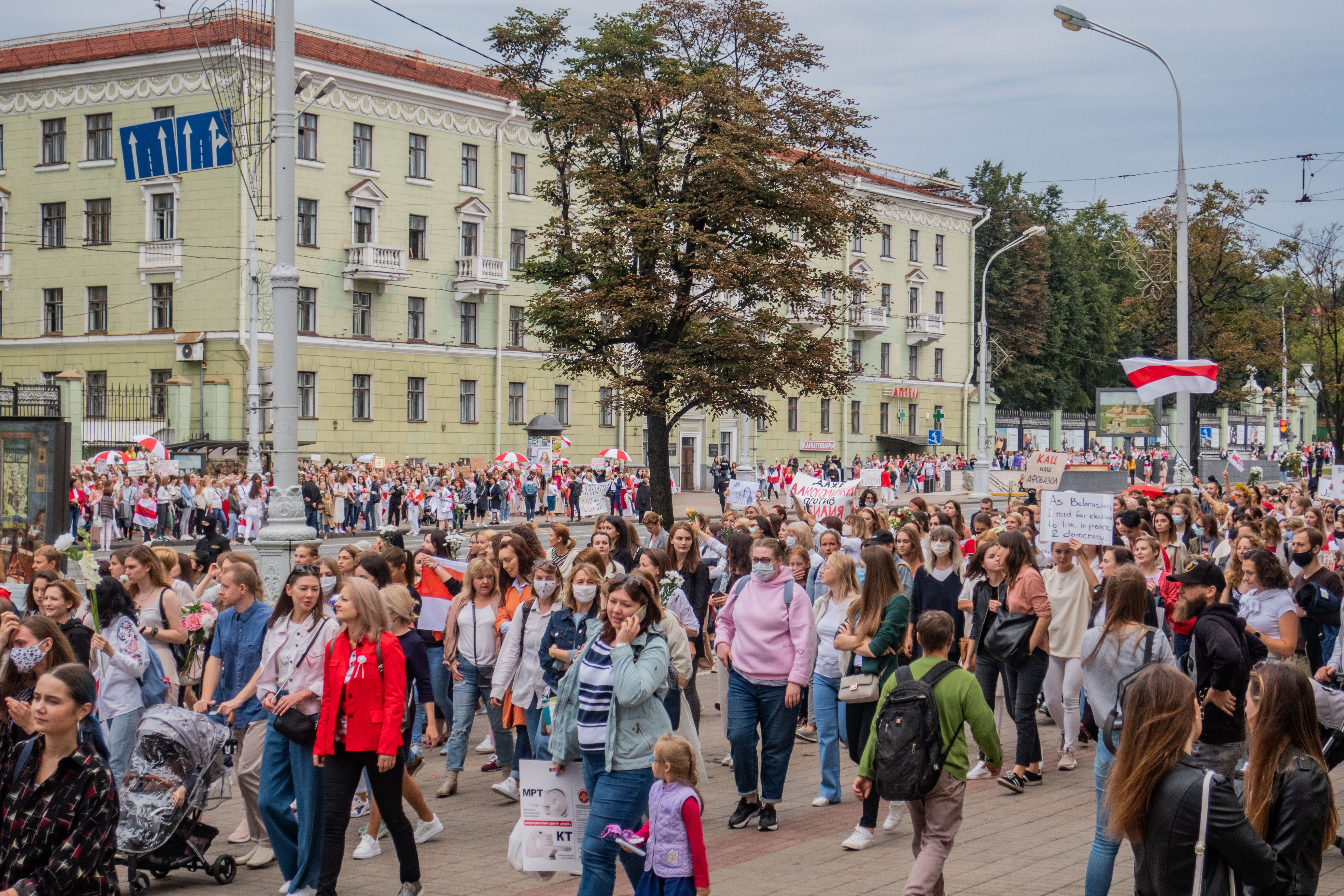
Proteste in Minsk am 29. August 2020

Am 29. August organisierten tausende Frauen unter dem Namen „Große Parade der weiblichen Friedenstruppen“ Proteste. Bereits am Vorabend hatten Frauen eine Menschenkette in Minsk gebildet.

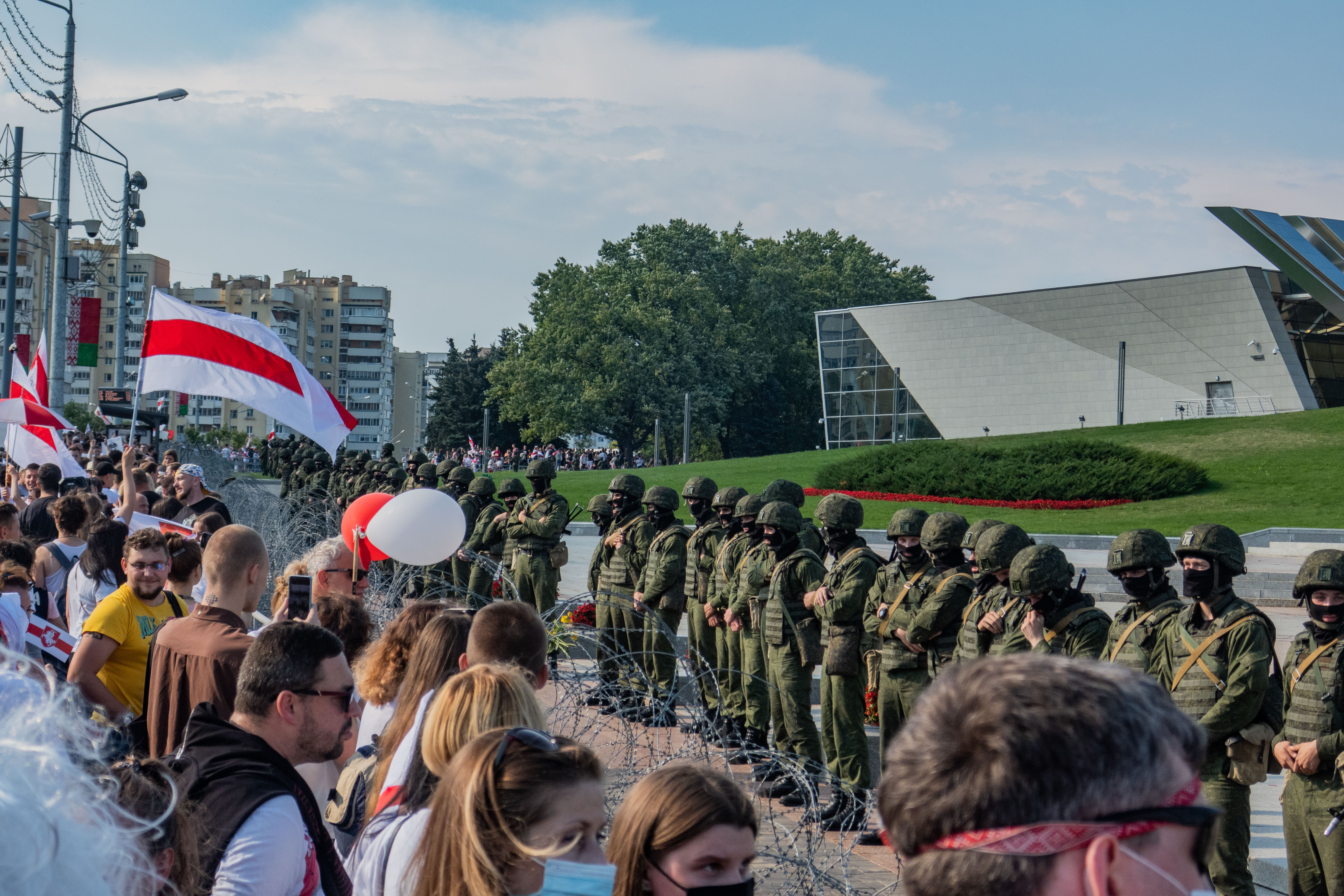
Proteste in Minsk am 30. August 2020

Bei erneuten Protesten am 30. August in Brest, Hrodna, weiteren Städten und der Hauptstadt Minsk wurden mehr als 100 Menschen festgenommen, das Innenministerium sprach von mehr als 150 Festnahmen. Die OMON-Polizei riegelte den Unabhängigkeitsplatz ab und es wurden mehrere Metro-Stationen geschlossen, um die Proteste zu erschweren; zudem wurden Gefangenentransporter bereits im Vorfeld aufgefahren und das Innenministerium hatte vor einer Teilnahme an den Protesten gewarnt. Wie in der Woche zuvor versammelten sich erneut trotz Demonstrationsverbots zehntausende Menschen auf der Straße vor dem Palast der Unabhängigkeit, welche erneut von Polizisten und Wasserwerfern blockiert wurde, wo einige ironisch den Geburtstag des Präsidenten feierten. In Anspielung auf Lukaschenkas Beschimpfung der Demonstranten als „Ratten“ riefen die Protestierenden „Alles Gute zum Geburtstag, du Ratte“. Die Pressesekretärin von Lukaschenka versendete am selben Tag ein Foto an eine russische Nachrichtenagentur, das zeigt, wie Lukaschenka sich erneut mit einem Maschinengewehr in der Hand vor der Residenz aufhält.
Die Demokratiebewegung um die Oppositionelle Maryja Kalesnikawa gab die Gründung einer Partei zur Erneuerung des Landes bekannt. Sie trägt den Namen Rasam bzw. Wmestje (belarussisch bzw. russisch; deutsch: Miteinander) und ist unabhängig von Koordinierungsrat. Dessen Mitglied Lilia Wlassowa wurde nach einer Durchsuchung ihrer Wohnung festgenommen, gegen den Koordinierungsrat wurden strafrechtliche Ermittlungen wegen angeblicher Bedrohung der nationalen Sicherheit eingeleitet. Ein etwa zwei Wochen andauernder Streik bei Belaruskali, einer der wichtigsten Industriestätten von Belarus, wurde aufgelöst, nachdem Mitarbeiter des belarussischen Komitees für Staatssicherheit die Arbeiter unter Druck gesetzt und mit Massenentlassung gedroht hätten, sagte der Sprecher des Belaruskali-Streikkomitees, Gleb Sandras. Der Streikanführer Anatoli Bokun wurde festgenommen.

### 4. Woche (31. August bis 6. September)
Als der römisch-katholische Erzbischof von Minsk Tadeusz Kondrusiewicz am 31. August 2020 von einer Pilgerreise zur Schwarzen Madonna von Tschenstochau zurückkehren wollte, wurde ihm an der Grenze die Einreise verweigert, was zu internationalen Protesten führte. Ihm wird vorgeworfen, die Proteste zu unterstützen. Papst Franziskus sandte daraufhin Erzbischof Paul Gallagher, den vatikanischen Sekretär für die Beziehungen mit den Staaten, nach Minsk, um seine Unterstützung zu zeigen.
Am 1. September protestierten hunderte Studierende in Minsk. Nachdem beim Versuch, eine Menschenkette zu bilden, auch Minderjährige festgenommen worden waren, formierte sich neuerlicher Protest. Hunderte Frauen nahmen an einem Protestmarsch teil.
Wolha Kawalkowa, Mitglied des Koordinierungsrats, wurde an die polnische Grenze gebracht und ihr wurde mit einer langen Gefängnisstrafe gedroht, wenn sie das Land nicht verlasse. So wurde sie zur Ausreise nach Polen genötigt, wo sie eine Pressekonferenz gab.

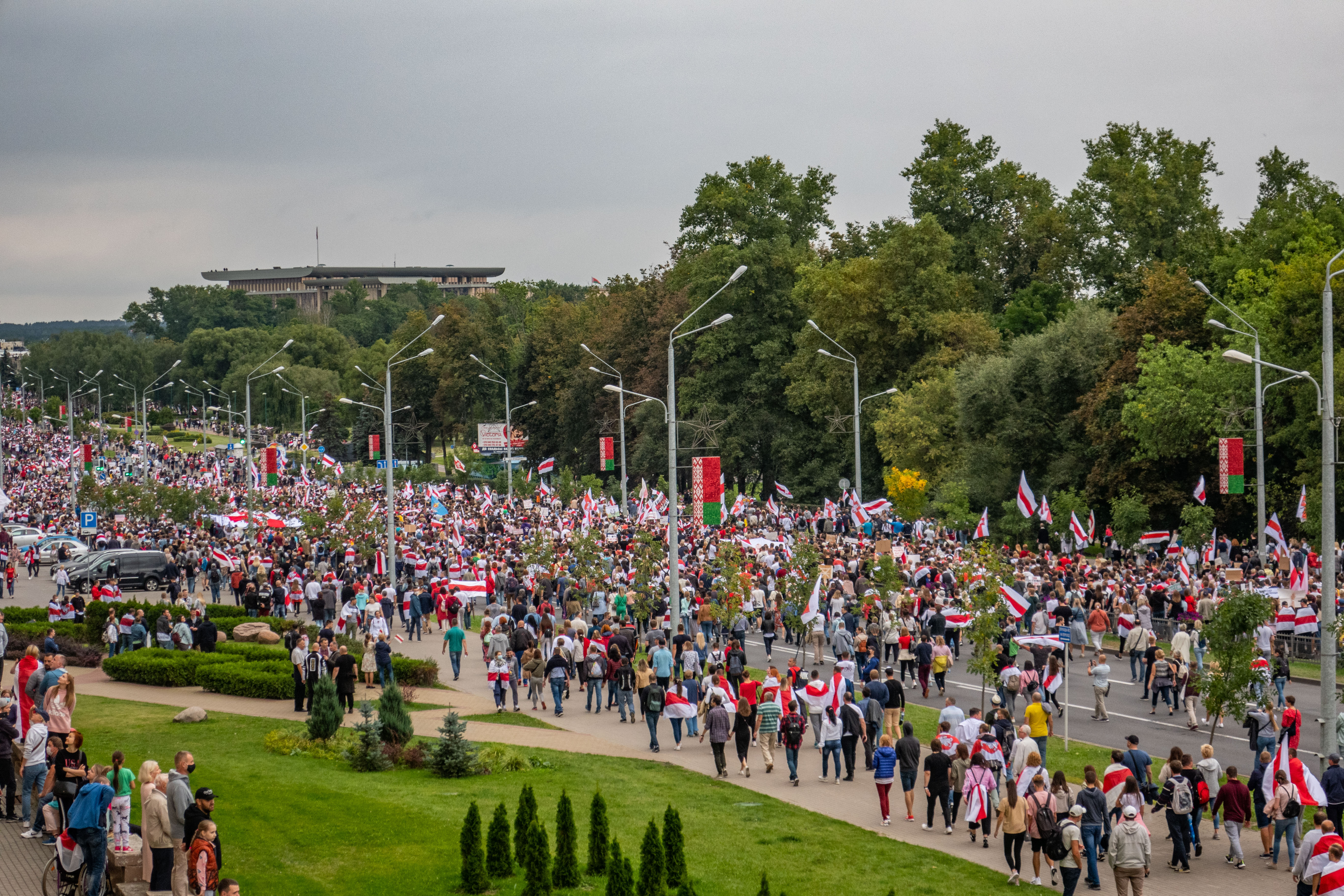
Proteste in Minsk am 6. September 2020

Am 5. September beteiligten sich in Minsk etwa 4000 Demonstrierende an einem Protestzug. Dabei wurden nach Angaben des Innenministeriums über 90 Menschen festgenommen.
Am Ende der ersten Septemberwoche protestierten, trotz Verbotes, in Minsk erneut Zehntausende, weshalb unter ihnen wiederum Dutzende festgenommen wurden. Als Wahlspruch hatten sich die Protestierenden Einer für alle, alle für einen ausgesucht und einen Marsch der Einheit ausgerufen. Insgesamt beteiligten sich mehr als 100.000 Menschen an den Protesten, die zum Teil gewaltsam gestört wurden. Das Regime hatte neben einem massiven Polizeiaufgebot auch gepanzerte Fahrzeuge, Schützenpanzer und Wasserwerfer aufgefahren. Am selben Tag kam es in Minsk zu stundenlangen Ausfällen des mobilen Internets. Die A1 Telekom Austria Group habe demnach „auf Anordnung autorisierter staatlicher Organe“ die Kapazität des mobilen Internets auf dem Territorium der Hauptstadt reduziert.
In der deutschen Tagesschau berichtete ein Korrespondent, dass in kleineren oder entlegeneren Orten die Polizeieinsätze gegen Demonstranten am 6. September merklich stärker ausgeprägt waren als in Minsk.

### 5. Woche (7. bis 13. September)
Am 7. September wurde die Oppositionelle Maryja Kalesnikawa, am 9. September der Rechtsanwalt Maksim Snak, beide führende Mitglieder im Koordinierungsrat, festgenommen.

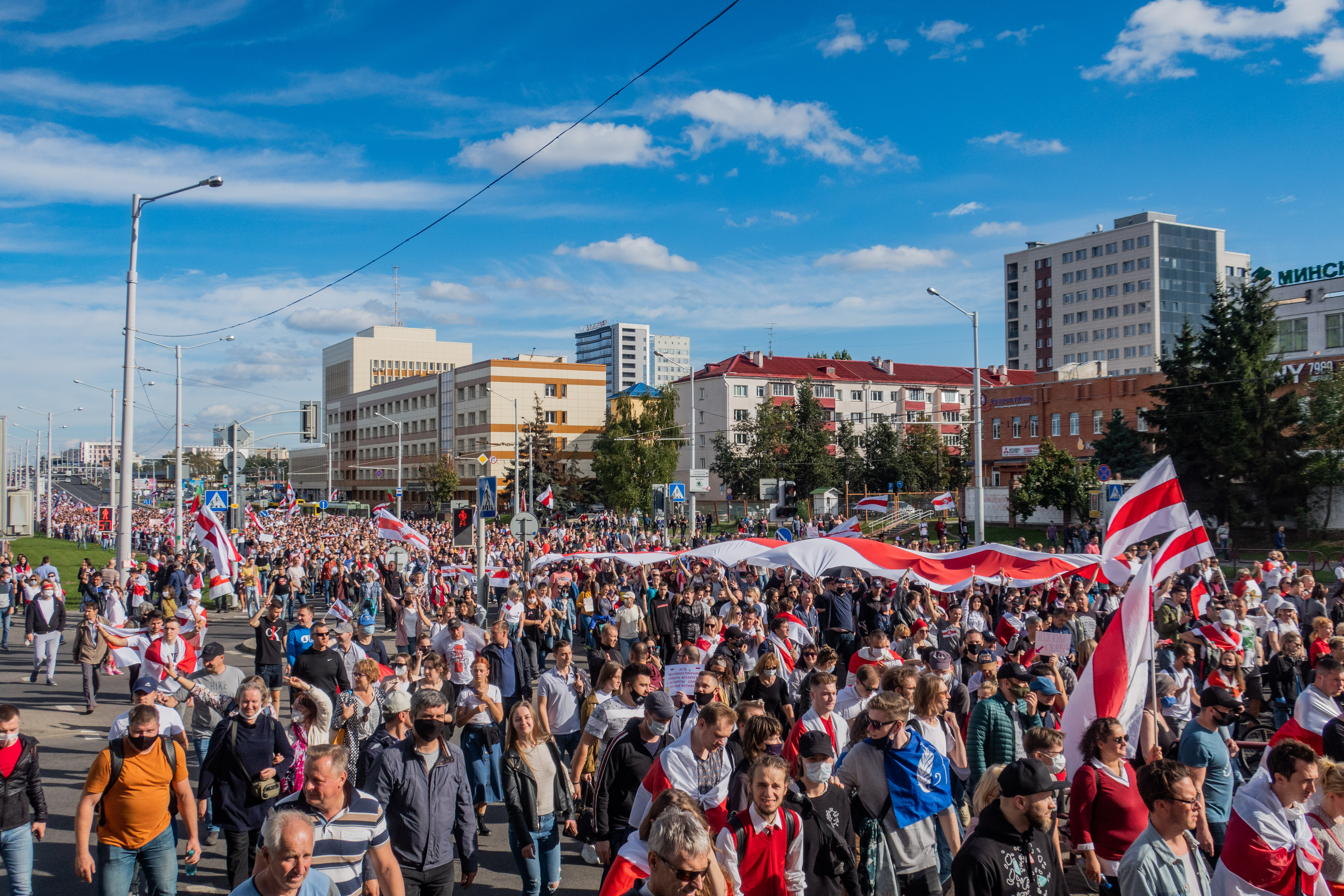
Proteste in Minsk am 13. September 2020

Am 12. September wurden protestierende Frauen von maskierten Uniformierten ohne Erkennungszeichen gewalttätig angegangen. Dabei wurden über 100 Personen festgenommen.
Laut der Menschenrechtsorganisation Wjasna nahmen am 13. September an Protesten in Minsk trotz Demonstrationsverbots bis zu 150.000 Menschen teil. Es war die fünfte große Sonntagsdemonstration in Folge seit der umstrittenen Präsidentenwahl am 9. August, mit weiteren Demonstrationen in Hrodna und Wizebsk. Die Demokratiebewegung rief zu einem „Marsch der Helden“ auf, der auch der inhaftierten Oppositionsführerin Maryja Kalesnikawa gewidmet sein sollte.
Ein Großaufgebot von Polizei und Armee war dabei zugegen. Der Unabhängigkeitsplatz und der Palast der Republik wurde von Uniformierten umstellt und abgeriegelt. Metrostationen und Unterführungen waren ebenfalls gesperrt. Das mobile Internet in Minsk war an jenem Tag abgeschaltet. Etwa 400 Menschen wurden von den Behörden festgenommen; die Polizei ging dabei teils brutal gegen Demonstrierende vor.

### 6. Woche (14. bis 20. September)

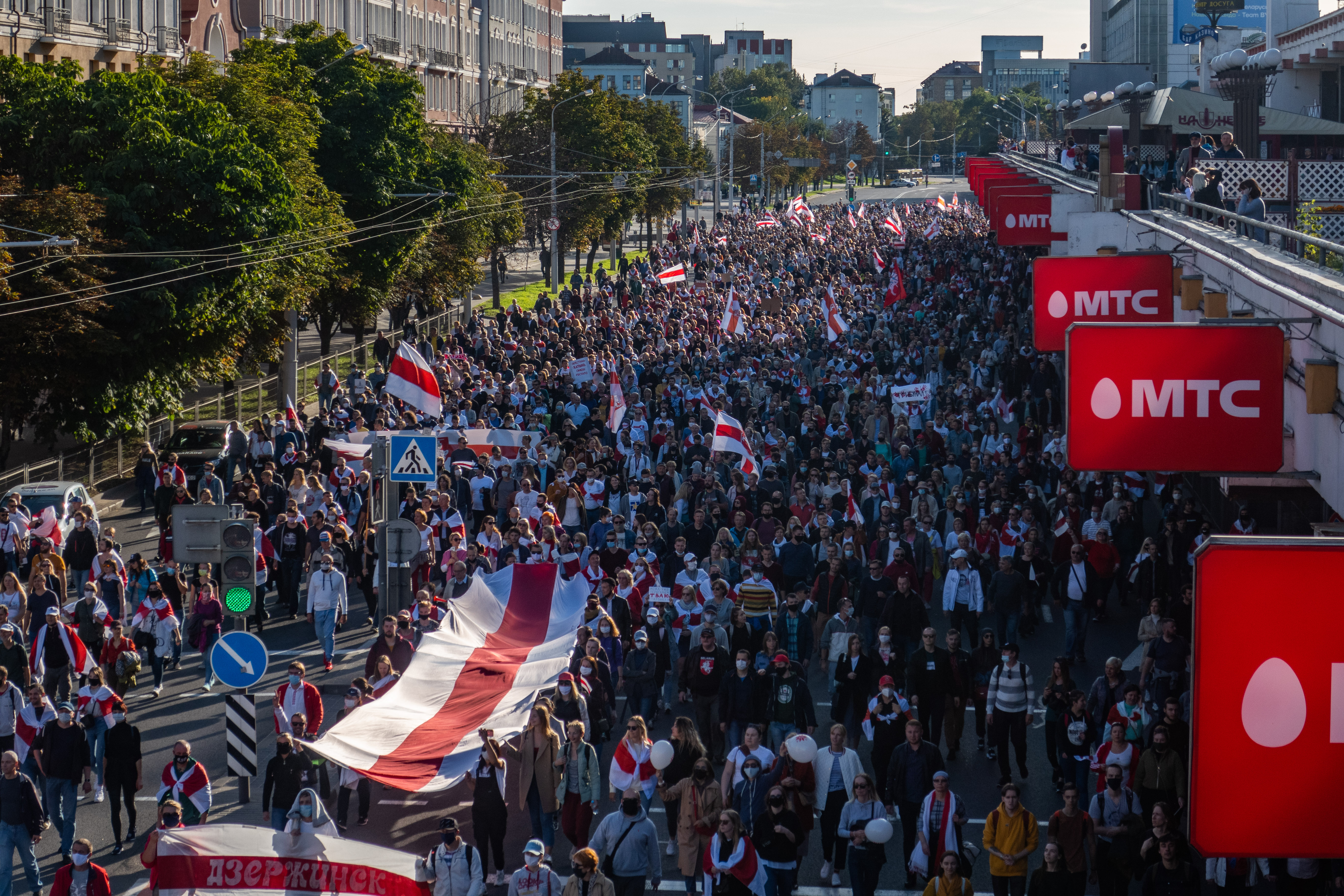
Proteste in Minsk am 20. September 2020

Am Wochenende des 19./20. September 2020 kam es in mehreren Städten, darunter Minsk, wiederum zu Protesten der Bewegung. Dabei gab es erneut Verhaftungen durch die Sondereinheit OMON: Am Samstag beim Protestmarsch der Frauen kam es zu 415 Festnahmen; gemäß Wjasna wurden am Sonntag 150 Menschen festgenommen, darunter Oleg Moissejew vom Koordinierungsrat.
In Minsk war erneut der Unabhängigkeitsplatz abgesperrt und Straßen wurden durch Sicherheitskräfte blockiert. Am Palast der Republik standen nach dpa-Angaben Soldaten mit Sturmgewehren. In Brest setzte die Polizei nach Auseinandersetzungen mit Demonstranten Tränengas ein.

### 7. Woche (21. bis 27. September)

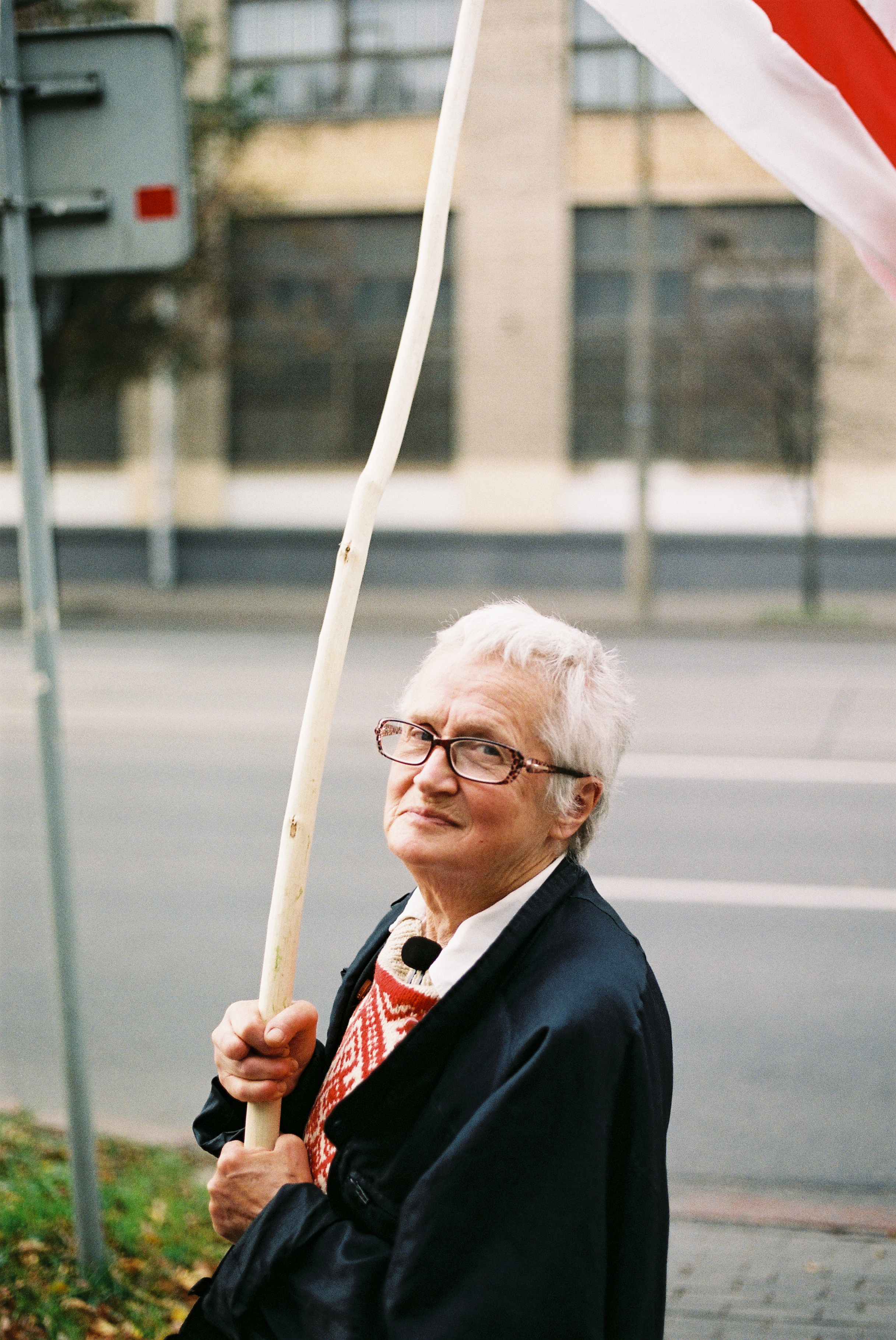
Nina Bahinskaja, langjährige Aktivistin, am 27. September bei ihrem „Spaziergang“

Am 23. September ließ sich Lukaschenka zum sechsten Mal als Präsident vereidigen. Die Zeremonie war nicht, wie sonst üblich, längere Zeit im Voraus angekündigt worden und wurde auch nicht live im Staatsfernsehen übertragen, offenbar um weitere Proteste zu verhindern. Die Hauptstadt Minsk wurde zum Teil abgeriegelt. Mehrere Tausend Menschen demonstrierten gegen die Amtseinführung. Die Polizei ging brutal vor und setzte Wasserwerfer, Berichten zufolge auch Tränengas ein, was die Staatsführung allerdings dementierte; mehrere Menschen wurden verletzt; gemäß Wjasna wurden etwa 150 Personen festgenommen. Für den Sonntag (27.9.) war die alternative Amtseinführung der Präsidentin des Volkes geplant.

### 8. Woche (28. September bis 4. Oktober)
Am Sonntag, dem 4. Oktober versammelten sich über 100.000 Menschen bei einer nicht genehmigten Demonstration in Minsk. Wenige Tage zuvor waren allen ausländischen Reportern ihre Presseakkreditierungen entzogen worden.

### 9. Woche (5. bis 11. Oktober)
Am 11. Oktober rief die Oppositionsbewegung erneut landesweit zu einem Marsch des Stolzes auf. Überraschend kam es davor zu einem Treffen Lukaschenkas im Untersuchungsgefängnis des Geheimdienstes KGB mit inhaftierten Oppositionellen. Am Mittag waren in Minsk 100.000 Demonstranten erwartet worden. Die Behörden setzten zur Auflösung der Demonstrationen Wasserwerfer, Blendgranaten und Festnahmen ein. An dem Wochenende wurden mehr als 700 Personen wegen der Proteste in Gewahrsam genommen.

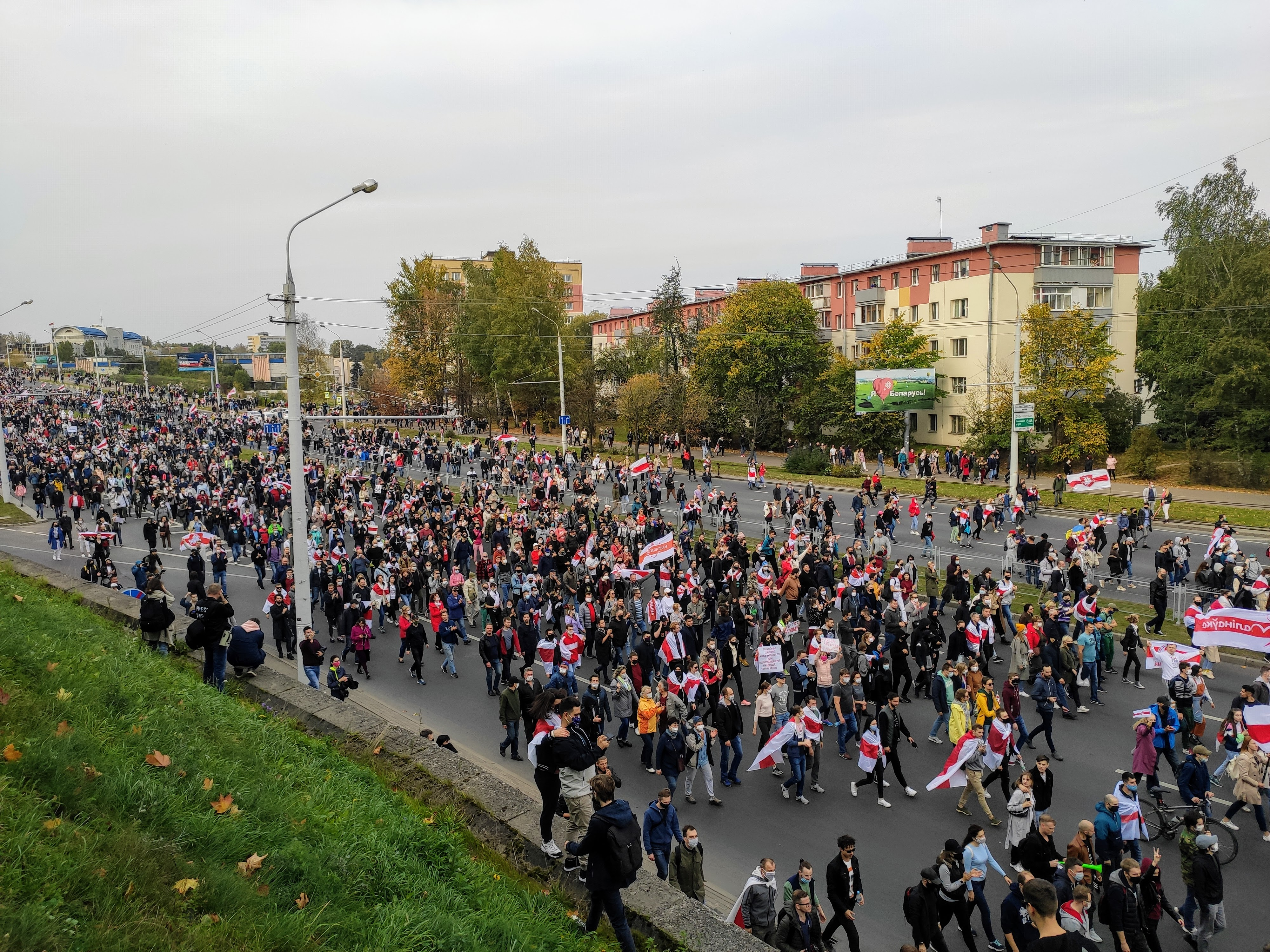
Proteste in Minsk am 4. Oktober 2020

### 10. Woche (12. bis 18. Oktober)
Am 12. Oktober gab das Innenministerium die Freigabe des Schusswaffengebrauchs für die Polizei bei Demonstrationen bekannt und begründete dies mit einer angeblichen Radikalisierung des Protests.
Bei erneuten Protesten vor allem von Frauen und Studierenden am Samstag, 17. Oktober kam es zu mehr als 100 Festnahmen. Am Tag darauf, Sonntag, protestierten erneut Zehntausende gegen Staatschef Lukaschenka, obwohl die Polizei mit dem Einsatz von Schusswaffen gedroht hatte. Die Führung der Opposition stellte Lukaschenka ein Ultimatum von einer Woche und kündigte für den Fall eines Nicht-Rücktritts erneute Streiks und weitere Massendemonstrationen an. Laut dem Innenministerium wurden an dem Wochenende 280 Personen wegen der Proteste festgenommen.

### 11. Woche (19. bis 25. Oktober)
Am 25. Oktober versammelten sich in der Hauptstadt Minsk erneut mehr als 100.000 Menschen ungeachtet eines massiven Polizei- und Militäraufgebots zu einer Demonstration gegen den Machthaber Lukaschenka. Alle Metrostationen wurden vom Staatsapparat gesperrt, das mobile Internet abgeschaltet. In Minsk und anderen Städten wurden an jenem Tag laut dem belarussischen Innenministerium diesbezüglich mehr als 500 Menschen festgenommen.

### 12. Woche (26. Oktober bis 1. November)
Am 29. Oktober ließ Lukaschenka die Grenzen zu allen Nachbarländern (mit Ausnahme Russlands) schließen und begründete dies als Maßnahme gegen die COVID-19-Pandemie in Belarus. Durchgelassen würden nur Diplomaten und Lastverkehr, teilte der Grenzschutz mit.
Die Demonstration am Sonntag fand als „Marsch gegen den Terror“ statt und führte nach Kurapaty bei Minsk. Dort waren ab 1937 zehntausende Menschen unter der Herrschaft von Stalin und der KPdSU ermordet worden. Die staatlichen „Sicherheitskräfte“ versuchten die Demonstranten an diesem traditionellen Gedenktag auf ihrem Weg zu stoppen und nahmen laut Informationen von Menschenrechtlern mehr als 300 Protestierende fest. Der oppositionelle TV-Sender Belsat TV zeigte Bilder, wie Lukaschenkos Bewaffnete Kräfte in der Nähe von Kurapaty Blend- und Rauchgranaten einsetzten und Protestierende „jagten“.

### 13. Woche (2. bis 8. November)
Versuche, einen weiteren Frauenmarsch und einen Marsch der Sanitäter am 7. November durchzuführen, endeten mit Verhaftungen. Einige Teilnehmer an Minsker Hofkonzerten wurden später auch festgenommen.
Am Sonntag kam es in verschiedenen Städten von Belarus zu weiteren Demonstrationen. Der olympische Zehnkämpfer Andrej Krautschanka und die Miss Belarus 2008 Wolha Chischynkowa waren laut Medienberichten unter den Inhaftierten während des „Marschs der Demokratie“ in Minsk. Mehr als 1050 Protestierende wurden festgenommen.

### 14. Woche (9. bis 16. November)
Am 12. November brachten Vermummte einen 31-Jährigen in ein Minsker Krankenhaus, nachdem sie ihn schwer verletzt hatten. Er erlag seinen Verletzungen.

### 16. Woche (23. bis 29. November)
Statt einer einzigen Großdemonstration berichteten lokale Medien in der Hauptstadt Minsk von 20 dezentralen Kundgebungen am 29. November. In ausnahmslos allen Vierteln der belarussischen Hauptstadt fanden demnach Demonstrationen statt. Mit der Änderung der Taktik reagierten die Demonstranten auf die regelmäßige, gewaltsame Niederschlagung ihrer Proteste und Massenfestnahmen in den vergangenen Wochen. Nach Angaben der Menschenrechtsorganisation Wjasna nahm die Polizei am 29. November mehr als 120 Menschen fest. Die Minsker U-Bahn-Stationen waren an dem Tag gesperrt und das Mobilfunknetz gedrosselt.

## Todesopfer
Im Zusammenhang mit den Protesten wurden mindestens sechs Menschen getötet. Folgend einige Fälle:
In der Nacht vom 10. August wurde der 34-jährige Aljaksandr Tarajkouski getötet. Nach Angaben des belarussischen Innenministeriums soll ein Sprengsatz in seiner Hand explodiert sein. Am 15. August wurde jedoch ein Video veröffentlicht, das zeigt, dass der Demonstrant sich mit erhobenen leeren Händen den Polizisten annäherte und dann erschossen wurde.
Am 12. August 2020 starb der herzkranke 25-jährige Aljaksandr Wichor nach einer Festnahme. Der Mann wurde nach Angaben seiner Mutter in Homel festgenommen, als er auf dem Weg zu seiner Freundin war. An den Protesten habe er sich nicht beteiligt.
Am 19. August verstarb der 43-jährige Demonstrant Henads Schutau. Er wurde am 11. August in der Stadt Brest mit scharfer Munition im Kopf getroffen.
Am 12. November 2020 starb der 31-jährige Raman Bandarenka in einem Krankenhaus in Minsk, nachdem er am Vortag im „Hof des Wandels“ und auf der Polizeistation von Sicherheitsbeamten in Zivil schwer geschlagen worden war.
Die Behörden und die Hauptpersonen des Innenministeriums gaben nie zu, dass Menschen durch Polizeibeamte gestorben sind.

## Symbole

Ältere Flagge des Landes, wie sie von der Opposition genutzt wird

Die Opposition benutzt in Abgrenzung zur Regierung, die nach wie vor ähnliche Symbole wie zur Sowjetzeit verwendet, eine Version der Flagge von Belarus von 1918 sowie das Pahonja, welche beide auch von 1991 bis 1995 in Verwendung waren, bevor sie im Rahmen eines Referendums von Lukaschenka ausgetauscht wurden. Des Weiteren wurde die Farbe Weiß zu einem Symbol der Erneuerung und der Hoffnung. Die Menschen trugen weiße Armbänder an ihren Handgelenken, an ihrer Bekleidung oder in den Haaren, um ihren Widerstand auszudrücken.
Auch durch akustische Zeichen und Musik vertraten die Protestierenden ihren Widerstand. Besonders im Zentrum der Hauptstadt Minsk, vernahm man den Protest durch ununterbrochen hupende Autos. Bestimmte Lieder sowie Auftritte von Musikern im Sinne des Protestes wurden zu weiteren Attributen der Bewegung. Zudem nahm die Protestbewegung Einfluss auf die Sprachgewohnheiten einiger Bürger. Um auf eine klare Trennung zu Lukaschenkas Politik hinzuweisen, verwendeten manche bewusst die belarussische Sprache, welche, während Lukaschenkas Regime, stark eingedämmt wurde.
Diese Symbole bestärkten die Menschen in ihrem Widerstand und schufen ein Gefühl der Verbundenheit und des Zusammenhaltes zwischen ihnen.

## Bedeutung der Frauen
Die schlussendlich wichtigste Oppositionskandidatin, Swjatlana Zichanouskaja, verbündete sich vor den Wahlen mit Weranika Zepkala und Maryja Kalesnikawa. Sie übernahmen ebenfalls für zwei von der Regierung für die Wahlen abgeblockte Oppositionskandidaten. Damit gelang den drei Frauen die erste Koalition in der Geschichte von Belarus. Sie schufen im Land Hoffnung für positive Veränderungen. Ihre Kundgebungen vereinten tausende Menschen und stärkten sie in ihrem Zusammenhalt vor den Wahlen. Zudem erregten die Frauen durch ihre Auftritte internationale Aufmerksamkeit für Belarus.
Auch die Frauenproteste im Land waren von großer Bedeutung für die Bewegung. Im Gegensatz zu der Gewalt der vergangenen Tage, strahlten sie Ruhe aus und schenkten den Menschen neuen Mut. Dadurch hatten sie eine beruhigende Wirkung auf die Situation und trugen einen bedeutenden Teil zu der Verhinderung einer Radikalisierung und der Gewalt seitens der Opposition bei.
Zu Beginn der Bewegung war die Polizei mit der neuen Rolle der Frau überfordert und unerfahren im Umgang mit ihnen. Deshalb wurden sie zunächst meistens verschont. Diesen Vorteil machten sich die Frauen zu nutzen und versuchten für andere Protestierende einen Schutz darzustellen. Sie stellten sich als menschlichen Schutzschild vor Männer, um sie vor Verhaftungen zu bewahren oder bildeten einen Kreis um Verfolgte, um Gewalteinwirkungen zu verhindern.

## Reaktionen

### In Belarus
Nur wenige hochrangige Regierungsmitglieder von Lukaschenka traten nach der Wahl zurück. Zu ihnen zählt der ehemalige Kulturminister und Ex-Diplomat Pawel Latuschka, der sich dem Koordinierungsrat der Opposition anschloss. Von den mehr als 100.000 Mitgliedern der Sicherheitskräfte quittierten (Stand September) nur Niedrigrangige den Dienst. Die Unterstützung des russischen Präsidenten Wladimir Putin auf dem Höhepunkt der Proteste half Aljaksandr Lukaschenka sich festzuhalten, und nach einer kurzen Pause starteten die Sicherheitskräfte eine aggressive Kampagne, um seine Gegner einzuschüchtern.
Der belarussische Botschafter in der Slowakei, Ihar Ljaschtschenja, solidarisierte sich in einer Videobotschaft mit den Demonstrationen. Er sei außerdem schockiert über die Folterungen und die anderweitige polizeiliche Gewaltanwendung gegenüber den Demonstranten.

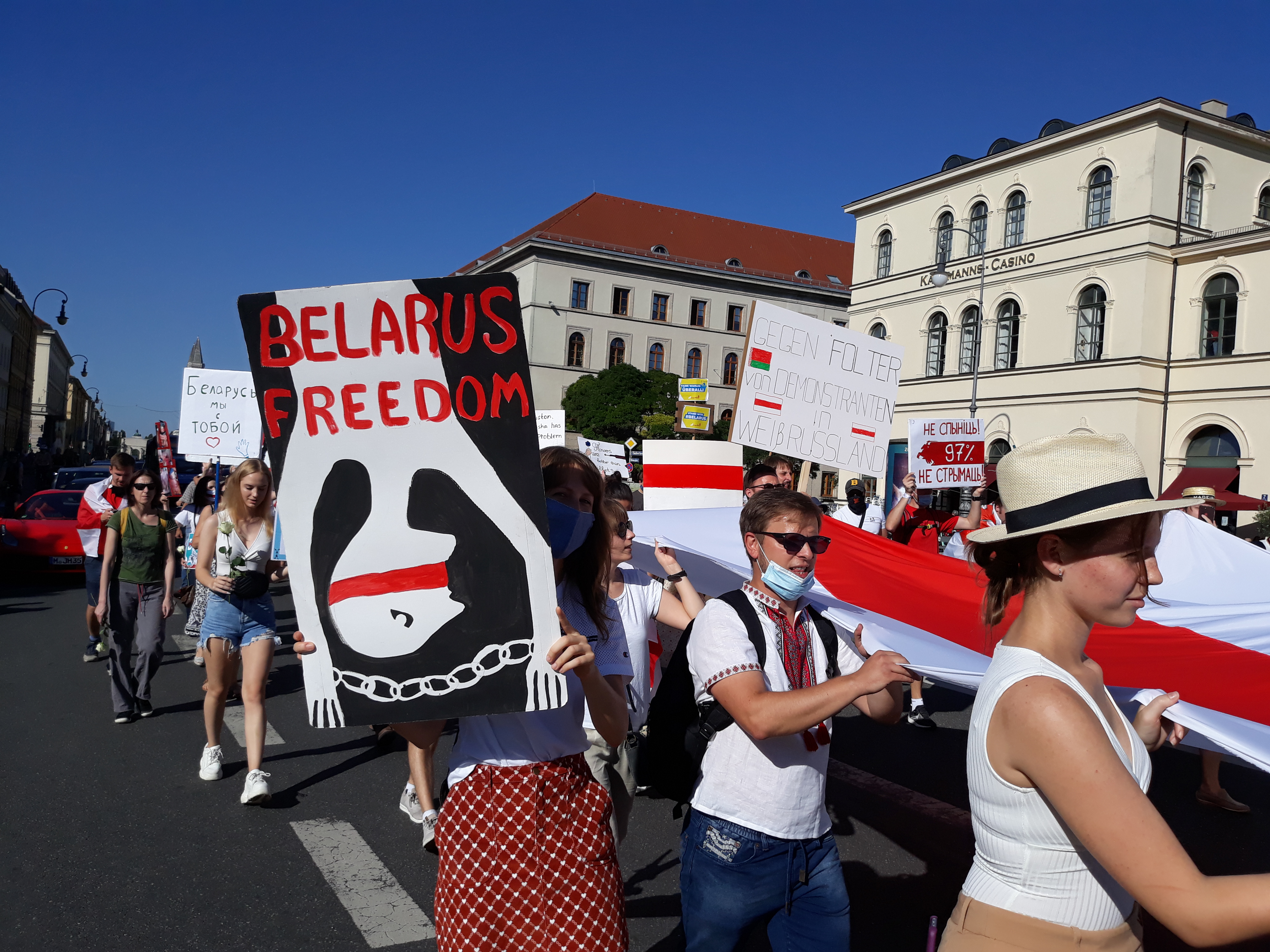
Demonstration von Belarussen in München, August 2020

### Internationale Reaktionen (Solidaritätsaktionen, Sanktionen und Bewertungen)

#### Solidaritätsaktionen und Demonstrationen
Die Ukraine fror umgehend alle diplomatischen Kontakte zu Belarus ein.
Nach der Wahl ersetzten russische Medienschaffende von Russia Today belarussische Kollegen, die nach der Wahl beim Staatssender Belarus 1 gekündigt hatten.
In Litauen gab es am 23. August 2020 landesweit Solidaritätsbekundungen. Unter anderem bildeten Litauer und exilierte Belarussen eine 34 km lange Menschenkette von der litauischen Hauptstadt Vilnius bis zur litauisch-belarussischen Grenze. Weitere Demonstrationen zur Unterstützung der Opposition in Belarus gab es unter anderem in München, in Riga oder in Helsinki. 
In Deutschland wurde mit dem Verein RAZAM e. V. die erste Interessenvertretung von in Deutschland lebenden Belarussen gegründet, welche Hilfe für Betroffene von politischen Repressionen leistet. Am 14. August 2020 wurde die Belarus Solidarity Foundation gegründet, welche Geld für Opfer von politischer Repression sammelt und im Verlauf des Jahres 2020 über 2,9 Millionen Euro ausgezahlt hat. Auch in Polen organisieren die Exilierten Hilfen, mithilfe des polnischen Staates richteten sie ein „Zentrum für belarusische Solidarität“ ein.
Am 10. Dezember 2020 wurden in mehreren Ländern Botschaften des Volkes von Belarus gegründet, welche den „Schutz der Rechte und Interessen der Belarussen“ gewährleisten sollen.
Am 16. Dezember 2020 verlieh das Europäische Parlament der Opposition in Belarus, vertreten durch den Koordinierungsrat, den Sacharow-Preis mit dem diesjährig für ihren Einsatz für die Menschenrechte.

#### Stellungnahmen einzelner Regierungen und Politiker
Der litauische Staatspräsident Gitanas Nausėda beriet mit seinen Amtskollegen aus Polen, Estland und Lettland über die Lage. Nach der Ablehnung ihres Vermittlungsangebots durch Lukaschenka riefen sie zu Neuwahlen in Belarus auf. Der litauische Außenminister bezeichnete Lukaschenka wiederholt als „ehemaligen Präsidenten“.
Zahlreiche westliche Staaten äußerten sich besorgt über die Entwicklung in der Republik Belarus und verurteilten die Gewalt scharf; darunter alle EU-Mitgliedstaaten, die USA, Kanada, die Schweiz und Großbritannien. Nach dem massenhaften Entzug der Akkreditierungen und der Festnahme von Journalisten sprach Großbritanniens Außenminister Dominic Raab auf Twitter von einem „offensichtlichen Versuch, die unabhängige und ehrliche Berichterstattung zu stören“. Luxemburgs Außenminister Jean Asselborn sprach von „Staatsterrorismus“.
Bundeskanzlerin Angela Merkel zeigte sich erschüttert über die Vorgänge. Der deutsche Bundespräsident Frank-Walter Steinmeier rief Lukaschenka zum Gewaltverzicht und zum Dialog mit der Opposition auf. Das Militär solle sich nicht am eigenen Volk versündigen.
Der russische Präsident Wladimir Putin sowie Chinas Präsident Xi Jinping gratulierten Aljaksandr Lukaschenka dagegen zur Wahl. Zu den Gratulanten zählten der türkische Präsident Recep Tayyip Erdoğan, Baschar al-Assad aus Syrien und Nicolás Maduro aus Venezuela.

#### Europäische Union
Die EU verlangte eine Freilassung der Gefangenen. Die Außenminister der EU-Staaten beschlossen am 14. August 2020 in einer außerplanmäßigen Konferenz Sanktionen gegen Verantwortliche, die für die Gewalt gegen Demonstranten und für die Fälschung des Wahlergebnisses verantwortlich sind.
Am 17. August 2020 berief EU-Ratspräsident Charles Michel aufgrund der Situation einen Belarus-Sondergipfel der europäischen Staats- und Regierungschefs für den 19. August 2020 ein. Er äußerte, die Menschen in Belarus hätten das Recht, über ihre Zukunft zu entscheiden und ihre Führung frei zu wählen. Am 19. August 2020 erklärten die Mitgliedstaaten der Europäischen Union, das Wahlergebnis nicht anzuerkennen.
Am 28. August 2020 einigten sich die EU-Außenminister aufgrund der Wahlfälschungen und der Gewalt gegen friedliche Demonstranten auf Sanktionen gegen Unterstützer Lukaschenkas, der mit Gegenmaßnahmen drohte. Da Lukaschenka selbst von den Sanktionen nicht betroffen war, nannte der litauische Außenminister Linas Antanas Linkevičius die Reaktion „symbolisch“ und „nicht ausreichend“.
Am 9. September 2020 sprach sich der Vorsitzende der konservativen EVP-Fraktion im Europaparlament, Manfred Weber, für rasche EU-Sanktionen gegen die Führung in Minsk aus. Die EU müsse sich schnellstmöglich auf eine Sanktionsliste verständigen, die auch Präsident Lukaschenka einschließe. Weber verknüpfte die Belarus-Frage hierbei mit dem Problem des wachsenden Einflusses Russlands: Die eigentliche Frage hinter dem Konflikt nach der umstrittenen Präsidentenwahl in Belarus sei nach Weber „das System Putin, das die gesamte Region in Atem hält und in der Hand hält“ und „die Frage, ob die Idee von Freiheit und Demokratie sich weiter nach Osten fortpflanzt“.
Am 1. Oktober 2020 einigte sich die EU auf Sanktionen gegen 44 Personen, die der Wahlfälschung und der Niederschlagung friedlicher Proteste in Belarus beschuldigt werden. Davon ausgenommen ist Aljaksandr Lukaschenka. Der Grund für die Ausnahme sei, dass dies die diplomatischen Bemühungen zur Beilegung des Konflikts erschweren könnte und der EU die Möglichkeit nehmen würde, ihren Kurs noch einmal zu verschärfen.
Am 6. November, dem ersten Tag der neuen Amtszeit, verhängte die EU, die noch im Oktober von Sanktionen gegen Lukaschenko absah, gegen ihn, seinen Sohn Wiktar sowie gegen 13 besonders loyale Regierungsvertreter Einreiseverbote in die EU und Kontensperrungen. Unter den Regierungsvertretern befinden sich unter anderem Lukaschenkos Pressesprecherin, der Leiter der Präsidialverwaltung und der Chef des belarussischen Geheimdienstes KGB. Im Verlauf des November 2020 weitete die EU die Sanktionen auf 55 Personen sowie auf Institutionen, Unternehmer und Firmen, die Lukaschenko loyal gegenüberstehen, aus.
Am 17. Dezember 2020 wurde ein drittes Sanktionspaket verhängt, das 36 weitere Personen betrifft. Ein viertes Sanktionspaket wurde am 21. Juni 2021 im Zusammenhang mit der erzwungenen Landung von Ryanair-Flug 4978 verhängt.

#### Einzelne Organisationen
Die OSZE forderte nach einer Sitzung der Mitgliedsstaaten ein Ende der Menschenrechtsverletzungen in Belarus.
Am 1. September 2020 sprach das Büro des Hohen Kommissars der Vereinten Nationen für Menschenrechte davon, dass man Berichte von über 450 dokumentierten Fällen von Folter und Misshandlungen seit dem Tag der Präsidentschaftswahl erhalten habe. Mindestens sechs Menschen werden nach wie vor vermisst. Der UN-Sonderberichterstatter für Folter Nils Melzer sowie 14 weitere Menschenrechtsexperten der UNO äußerten sich beunruhigt über die Berichte und Fälle. In einer Erklärung, die auch von der UN-Sonderberichterstatterin zur Menschenrechtslage in Belarus Anaïs Marin unterzeichnet wurde, heißt es, dass die Behörden in Belarus alle Menschenrechtsverletzungen umgehend beenden müssten. Niemand dürfe wegen der friedlichen Teilnahme an Demonstrationen strafrechtlich belangt werden.
Amnesty International bewertete die gehäuften Misshandlungen an den Festgenommenen als von der belarussischen Führung verordnete systematische Folter.

#### Strafanzeige gegen Lukaschenka
Im Mai 2021 erstatteten die vier Berliner Anwälte Mark Lupschitz, Onur Özata, Roland Krause und Benedikt Lux „im Namen und in Vollmacht von Folteropfern“ Strafanzeige beim Generalbundesanwalt in Karlsruhe sowohl gegen Lukaschenka als auch gegen Sicherheitsbeamte seiner Regierung. Den Anwälten lagen Hinweise zu mehr als 100 Fällen dokumentierter Folter durch Beamte in Belarus vor. Das sogenannte Weltrechtsprinzip erlaubt es, von Deutschland aus Völkerrechtsverbrechen in anderen Staaten zu verfolgen.

## Dokumentarfilm
- Die Story im Ersten (www.daserste.de): Belarus – Der kurze Traum von Freiheit. Film von Irene Langemann, Ausstrahlung 21. März 2022 22:40 Uhr.